# Daniel Domscheit-Berg

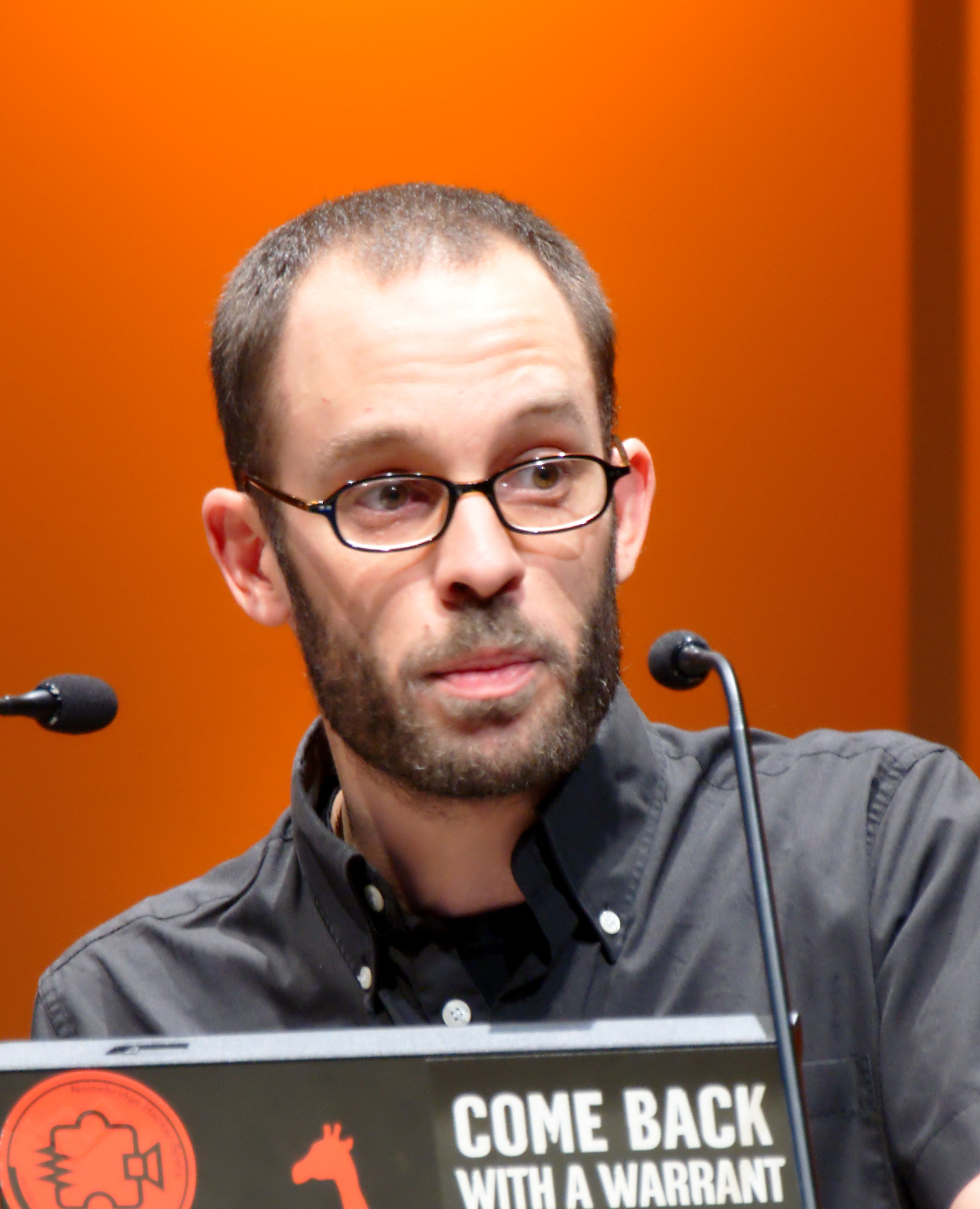
Daniel Domscheit-Berg

Daniel Domscheit-Berg, znany wcześniej pod pseudonimem Daniel Schmitt (ur. 1978) – niemiecki informatyk, były współpracownik Juliana Assange’a w projekcie WikiLeaks.
Założył witrynę OpenLeaks. Autor autobiografii Inside WikiLeaks (2011), w której opisuje swoją znajomość z Julianem Assangem, porzucenie pracy dla WikiLeaks oraz pomysł stworzenia portalu OpenLeaks.org.
W 2011 roku został umieszczony przez magazyn „Foreign Policy” na liście czołowych myślicieli świata.

## Życie prywatne
Od czerwca 2010 roku jest żonaty z Anke Domscheit-Berg.

## Publikacje
- Daniel Domscheit-Berg: Inside WikiLeaks: Meine Zeit bei der gefährlichsten Website der Welt. Econ Verlag, Berlin 2011, ISBN 978-3-430-20121-6.
- Daniel Domscheit-Berg: Inside WikiLeaks: My Time with Julian Assange at the World’s Most Dangerous Website. Random House, New York 2011, ISBN 978-0-307-95191-5.